# 3635 Кројц
3635 Кројц (енгл. 3635 Kreutz) је Марсов тројански астероид чија средња удаљеност од Сунца износи 1,794 астрономских јединица (АЈ).
Апсолутна магнитуда астероида је 14,8.